# Renault Mégane
La Renault Mégane è un'autovettura di segmento C prodotta dalla casa automobilistica francese Renault dal 1995.

## Storia
Quando nel 1989 si cominciò a lavorare al progetto della sostituta della Renault 19, non si pensò ad una singola vettura, ma ad una vera e propria famiglia di vetture, con svariate configurazioni di carrozzeria per differenti esigenze e gusti. Da tale progetto nacque la Mégane: tale vettura prese il nome da una concept car di fascia alta presentata nel 1988. La vettura, perfettamente marciante, era dotata di soluzioni all'avanguardia come l'eliminazione di serrature, cristalli apribili e retrovisori, tutti sostituiti da sofisticati strumenti elettronici. La carrozzeria poteva trasformarsi da una due volumi a una tre volumi (e viceversa) mediante un sistema di scorrimento di cofano posteriore e lunotto.

## Prima serie (1995-2003)
La prima generazione della Mégane esordì nel 1995: lanciata come berlina a due volumi e a 5 porte, venne ben presto affiancata dalla Mégane Coach (ossia la versione coupé), dalla Mégane Classic, ossia la versione berlina a 3 volumi, dalla Mégane Cabrio, dalla Mégane SW (cioè la versione station wagon) e dalla monovolume: quest'ultima, che prese il nome di Mégane Scénic, fu la prima monovolume media europea e fu presente con tale denominazione solo nella prima generazione. La Scenic basata sulla seconda generazione della Mégane perse quest'ultimo nome per chiamarsi semplicemente Renault Scénic.

La gamma motori andava da un tranquillo 1.4 da 75 CV ad un più esuberante 2 litri bialbero da 138 CV. Era presente anche un diesel aspirato da 64 CV ed un turbodiesel da 92 CV.

Nel 1999 vi fu un restyling, mentre nel 2002 si ebbe l'avvicendamento tra la prima e la seconda generazione della Mégane: le ultime Mégane prima serie prodotte dal 2000 in poi tennero a battesimo anche il primo motore diesel common rail prodotto dalla Renault, ossia il 1.9 dCi da 102 CV.
La prima serie della Mégane è stata sottoposta due volte al crash test dell'Euro NCAP, nel 1998 e nel 1999 ottenendo in entrambi i casi il risultato di quattro stelle.

## Seconda serie (2002-2010)
La Mégane II venne presentata nel 2002, e segnò l'inizio di una nuova era. La prima e la seconda generazione avevano poco da condividere, essendo il nuovo mezzo ispirato dal nuovo stile di questa marca, visto per la prima volta nell'Avantime. L'enorme successo della Mégane in Europa ha dimostrato che il nuovo stile Renault era una formula vincente e che il successivo insuccesso nelle vendite dell'Avantime poteva essere attribuito alla scelta di averla piazzata in un segmento di mercato sbagliato più che per la nuova linea. La nuova Mégane è stata votata Auto dell'anno 2003, e ha ottenuto il risultato di 5 stelle nel crash test EuroNCAP, divenendo la prima auto compatta a conseguire questo risultato.

La gamma della Mégane II vide delle novità: innanzitutto la monovolume perse il nome di Mégane e conservando solo quello di Scénic, andò a costituire un modello a parte con una gamma a sé.
Un'altra differenza tra la gamma della prima generazione e quella della seconda stette nel fatto che non vi fu una versione coupé, ma semplicemente una versione a 5 porte e una a 3 porte (oltre alla berlina a 3 volumi e a 4 porte). Infine, la versione cabriolet della prima generazione venne sostituita dalla versione coupé-cabriolet, dotata di tetto ripiegabile in metallo.
La Mégane II e la Laguna sono state entrambe ottime vetrine per le nuove tecnologie lanciate dalla Renault nel 2001-2002, come il sistema Renault Card per l'accensione con un tasto che sostituisce la chiave, di serie sulla Mégane II, che è stata la prima della classe a possederlo. È avvenuta la stessa cosa anche per il tettuccio panoramico in vetro, un'altra idea di Renault, poi usata largamente da tutte le altre case automobilistiche.
Oggi la Mégane è fabbricata nei seguenti siti: Dieppe e Douai in Francia, Bursa in Turchia, Palencia in Spagna, Cordoba in Argentina, Envigado in Colombia e Curitiba in Brasile.
In Brasile la Renault rese disponibile anche una versione chiamata "Hi-Flex", che è in grado di sfruttare la benzina senza piombo o l'etanolo. Come per le Scénic e Clio brasiliane, anche il motore della Mégane può funzionare con una miscela di metanolo che vari da E0 a E100, grazie al regolamento del modulo elettronico.
Anche la seconda serie è stata sottoposta due volte al crash test dell'Euro NCAP, nel 2002 e 2004 (quest'ultimo è relativo alla versione CC). I risultati sono stati in entrambi i casi di cinque stelle.

## Terza serie (2008-2016)
Nel mese di ottobre del 2008 è stata lanciata la terza generazione della Mégane, inizialmente solo come berlina 5 porte. Questo fatto ha sancito il pensionamento della corrispondente versione berlina (sia a 3 che a 5 porte) della seconda serie, ma non quello delle sue versioni CC e station wagon. In queste ultime versioni, la Mégane II continuò quindi inizialmente ad essere prodotta.
Rispetto all'audacia delle forme della seconda generazione, la Mégane III si mostrò con linee più "prudenti", che osavano meno, ma non per questo meno attraenti, anzi. L'obiettivo dei vertici Renault fu quello di conquistare anche quella fetta di clientela che non gradiva molto la linea particolare della seconda Mégane, ma nello stesso tempo non vuole tradire i clienti più affezionati, specialmente quelli che dalla Mégane II sono rimasti conquistati.
La carrozzeria presentò quindi forme più convenzionali: la berlina era piuttosto arrotondata ed aveva un frontale fortemente ispirato a quello della sorella maggiore, la Laguna III, specie nel disegno dei gruppi ottici. Posteriormente, la tondeggiante coda mostra i particolari fari dal profilo curvilineo, con un piccolo vertice superiore a punta.
La dotazione di sicurezza della Mégane III include su tutta la gamma, oltre al doppio airbag frontale, anche gli airbag a tendina anteriori e posteriori, nonché il controllo di stabilità e trazione. Il resto della dotazione comprende tra l'altro: climatizzatore, vetri elettrici anteriori e posteriori, computer di bordo, impianto stereo e doppie frecce automatiche in caso di frenata d'emergenza. La dotazione è quindi molto completa, a tal punto che la lista di optionals risulta relativamente poco folta, e comprensiva di accessori di importanza minore, come il climatizzatore bi-zona, l'impianto bluetooth, il tetto apribile ed i sensori di parcheggio.

## Quarta serie (dal 2015)
Al Salone dell'automobile di Francoforte del 2015 viene presentata la quarta serie della Mégane. Il design non si discosta molto da quello della versione uscente: frontale spiovente, mascherina che incornicia il logo cromato e finestrini che risalgono verso la parte posteriore il tutto con forme più tese e decise, con un'impostazione moderna e sportiva con parafanghi muscolosi, fiancate "scolpite", profonde nervature alla base delle porte e luci diurne con motivo a "C".
La Mégane IV è entrata in vendita nel gennaio 2016 mentre la Sporter a metà 2016. Non sono invece riproposte la versione Coupé a tre porte e la CC, mentre vi è stato il ritorno della berlina a 4 porte solo per alcuni mercati.

## Galleria d'immagini
| Modello    | Logo | Berlina due volumi | Berlina tre volumi                                      | Station wagon | Coupé                                           | Cabriolet | Scénic                       |
| ---------- | ---- | ------------------ | ------------------------------------------------------- | ------------- | ----------------------------------------------- | --------- | ---------------------------- |
| Mégane I   |      |                    |                                                         |               |                                                 |           |                              |
| Mégane II  |      |                    |                                                         |               | Non prodotta (sostituita dalla berlina 3 porte) |           | Prodotta come Renault Scénic |
| Mégane III |      |                    | prodotta come Renault Fluence                           |               |                                                 |           | Prodotta come Renault Scénic |
| Mégane IV  |      |                    | Renault Mégane Grandtour auf dem Genfer Auto-Salon 2016 | Non prodotta  | Non prodotta                                    |           | Prodotta come Renault Scénic |

## La Mégane nei media

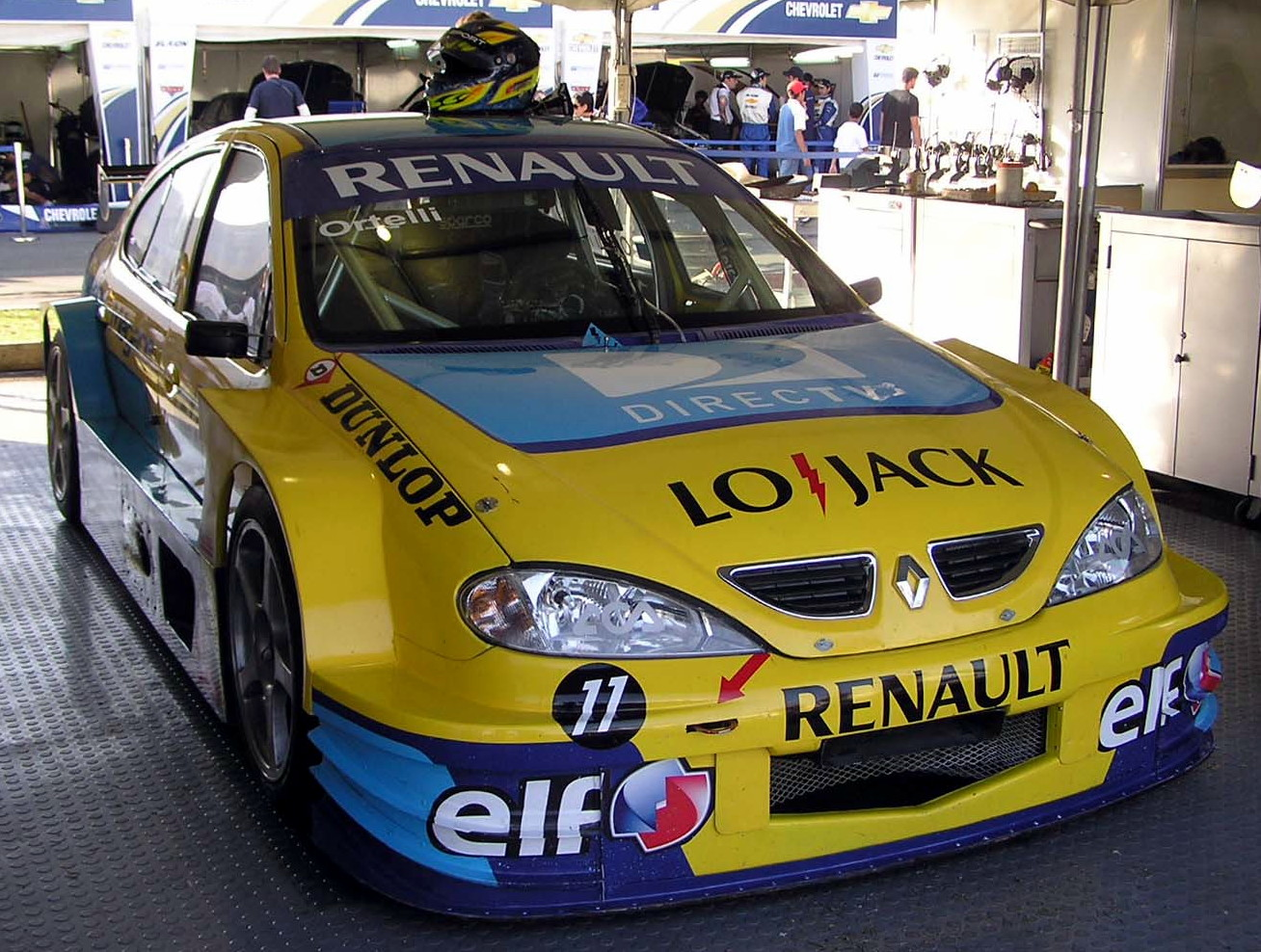
Megane Racing Car LM

- La musica dello spot del 2003 era di Fatboy Slim, un remix di "I See You Baby"  - Groove Armada. Il singolo venne reinserito nel 2004 e raggiunse la posizione numero 11 nella classifica inglese. Nello spot un uomo illustrava il design della nuova Megane mentre sullo schermo alle sue spalle si poteva vedere il posteriore di molte ragazze che ballano.
- Fernando Alonso, campione di Formula 1 nel 2005-2006, durante il suo primo periodo di militanza nella Scuderia Renault ha portato il re di Spagna Juan Carlos I sul circuito di Catalunya prima del Gran Premio di Spagna 2006 in una Renault Mégane.